# George Snedecor
George Waddel Snedecor (ur. 20 października 1881 w Memphis, zm. 15 lutego 1974 w Amherst) – amerykański matematyk i statystyk. Od jego nazwiska pochodzi nazwa rozkładu F Snedecora oraz testu Fishera-Snedecora.